# Doriko
doriko（ドリコ、7月11日 - ）は、日本のソングライター、編曲家。音声合成ソフトウェア初音ミクをボーカルに用いた楽曲を主に発表している。

## 概要
ニコニコ動画、インディーズやビーイング等のレーベルで活動後、2022年よりフリーとなる。

## 人物
音楽は子供の頃にピアノとエレクトーンを習い、バンド活動をきっかけに高校時代にDTMで作曲を始めたという。その後一旦音楽をやめていたが、2007年にパソコンが壊れて買い換える際に店頭に売っていた初音ミクを購入、当初遊び半分で歌を作っていたがそうした中で音楽の楽しみを思い出し、動画投稿サイトニコニコ動画で初音ミクを用いた楽曲を発表するようになった。初音ミクで最初に発表した曲は「みっくりすます」というクリスマス曲で、この曲の歌詞の「きりたんぽ」という部分からファンによって「きりたんP」という別名が付けられている。なお、それ以前より使い続けている「doriko」という名前については友人が携帯電話の待ち受けに使用していたドリルを付けた女の子のイラストに友人らと名前をつけ、それをハンドルネームとして使用してしまったのが始まりだと言う。「歌に形はないけれど」を発表した際にレーベルの社長から声がかかり2008年6月にGroove noteよりシングルCDを発売し商業デビュー。その後もニコニコ動画での発表を続け、2009年3月にファーストアルバム『unformed』をMOERより、2010年11月にセカンドアルバム『ロミオとシンデレラ』を5pb.Recordsより発売している。
バラードソングを数多く発表し高い評価を得ている他、ロック、ポップス、テクノなど幅広いジャンルを手がけており、2009年に発表したバンドテイストの楽曲「ロミオとシンデレラ」についてはニコニコ動画にてdorikoの曲では初めて百万回を越える再生数を記録する人気となっている。なお、ボーカルに用いている初音ミクについては、歌い手であって、キャラクターとして考えることは余り無いと言う。動画ではイラストレーターnezukiとコラボレートしており、CDのジャケットイラストもすべてnezukiが手がけている。

## 商業作品

### CD

#### シングル
- 『歌に形はないけれど』（Groove note、2008年6月11日発売）
  - 初音ミクを用いた楽曲を収録した[7]シングルで「doriko」名義で発売された。

  1. 歌に形はないけれど
  2. ぶちぬけ！2008！
  3. 歌に形はないけれど (Piano Re-arrange ver)
- 『夕日坂』（Groove note、2008年6月11日発売）
  - 『歌に形はないけれど』と同時発売のシングルで、同じく「doriko」名義で発売されている。

  1. 夕日坂
  2. Astraea
  3. 通勤快速

#### アルバム
- 『unformed』（MOER、2009年3月25日発売）
  - 動画投稿サイトで発表した初音ミクを用いた楽曲を全て再録音し、新曲3曲とともに収録したアルバム[8]。アルバムのアーティスト名を「doriko feat. 初音ミク」として発売された。2009年4月6日付オリコン週間アルバムランキングで26位にランクインしている。
  - Kiru：Electric Guitar (1.4.5)
  - rebu：Electric Guitar (2.11)

  1. Rainbow Outline
  2. 夕日坂
  3. ぶちぬけ！2009！
  4. G-A-M-E
  5. Winter Alice
  6. 通勤快速
  7. みっくりすます（from ジングルベル）
  8. Astraea -blue mix-
  9. 歌に形はないけれど
  10. Alive
  11. モノクロアクト
  12. letter song
  13. 歌に形はないけれど (Piano Re-arange ver)
  14. (ボーナストラック)
- 『ロミオとシンデレラ』（5pb.Records、2010年11月24日発売）
  - アルバムのアーティスト名を「doriko feat. 初音ミク」として発売された。2010年12月6日付オリコン週間アルバムランキングで25位にランクインしている。
  - 根津甫：Guitar (1.2.4.5.6.7.9.11.12)
  - ティッシュ姫：Bass (1.11)

  1. キャットフード
  2. 茜コントラスト
  3. エトランゼ
  4. Mermaid
  5. ZERO
  6. Paradise Cage 
    - 作詞：minato

  7. 六月病
  8. ローレライ
  9. ロミオとシンデレラ
  10. Red Garden -type M-
  11. 曲がり角
  12. 飴か夢
  13. ストラップ
  14. (ボーナストラック)
- 『花束〜the best of doriko feat.初音ミク〜』（dmARTS、2012年1月25日発売）
  - doriko初のベストアルバム。アルバムのアーティスト名を「doriko feat. 初音ミク」として発売された。
  - 根津甫：Guitar (1.2.6～9)
  - KAIDOU：Guitar (4.5.12～14)
  - F☆T：Guitar (3)
  - rebu：Guitar (5)
  - ティッシュ姫：Bass (1～3.6～9.13.14)
  - 水谷美月：Violin (3.14)
  - まらしぃ：Piano (3)

  1. カクザトウ
  2. ロミオとシンデレラ
  3. 歌に形はないけれど
  4. Shooting Star
  5. 夕日坂
  6. winter alice
  7. キャットフード
  8. 飴か夢
  9. 茜コントラスト
  10. エトランゼ
  11. モノクロアクト
  12. Reminiscence
  13. letter song
  14. bouquet
- 『Nostalgia』（Being、2014年8月27日発売）
  1. Memories -Instrumental-
  2. コペルニクス
  3. 紙飛行機
  4. 文学者の恋文
  5. セーラー服と
  6. Electric Sheep
  7. 桜の社
  8. Birthday
- 『origin』（Being、2015年9月2日発売）
- 『finale』（Being、2016年5月4日発売）
- 『doriko BEST 2008-2016』（Being、2016年8月31日発売）
  - オールタイム・ベスト。
- 『君のいない世界には音も色もない』（Being、2017年8月30日発売）

### 配信
- 『ロミオとシンデレラ』（KarenT、2009年8月19日発売）
  - 初音ミク発売元のクリプトン・フューチャー・メディアの直営のレーベル「KarenT」より発売。ネット配信のみ。

  1. ロミオとシンデレラ（feat.初音ミク）
  2. ロミオとシンデレラ (Instrumental)
- 『Risk It All』（MATERU&doriko名義、Grcasual、2020年7月31日発売）
- 『ライネちゃん'89』（DWANGO、2023年8月10日発売）

### プロデュース
- 『FLOWER DROPS』（dmARTS、2010年9月23日発売） 
  - ユリカ/花たんのオリジナルアルバム。

### 楽曲提供・参加作品

#### CD
- 『EXIT TUNES PRESENTS Vocarhythm feat.初音ミク』（EXIT TUNES、2009年3月4日発売）
  - EXIT TUNESボカロコンピシリーズの1作目。「夕日坂」、「モノクロアクト」を提供。
- 『初音ミク ベスト〜memories〜』（ソニー・ミュージックダイレクト、2009年8月26日発売）
  - 初音ミク発売2周年を記念したベストアルバム。「歌に形はないけれど」を提供。
- 『初音ミク ベスト〜impacts〜』（ドワンゴ・エージー・エンタテインメント、2009年8月26日発売）
  - 初音ミク発売2周年を記念したベストアルバム。「ロミオとシンデレラ」を提供。
- 『へんじがない、ただのしつれんのようだ。』（AKIHABA LOVE RECORDS、2009年9月30日発売）
  - 桃井はるこの歌うオリジナルアルバム。収録曲「ハザクラ」の作曲を担当。
- 『EXIT TUNES PRESENTS 神曲を歌ってみた』（EXIT TUNES、2009年10月7日発売）
  - ネット上で人気の歌い手たちによる楽曲を収録したコンピレーション・アルバム。「夕日坂」を提供。歌い手は転少女。
- 『ニコニコ動画ふぃ～ちゃりんぐBEST』（ビクターエンタテインメント、2009年10月21日発売）
  - ネット上で人気の楽曲のカバーアルバム。「ロミオとシンデレラ」、「夕日坂」、「歌に形はないけれど」を提供。
- 『の､バラード祭り。』（徳間ジャパンコミュニケーションズ、2009年11月4日発売）
  - ネット上で人気の歌い手たちによる楽曲を収録したコンピレーション・アルバム。「Mermaid」を提供。歌い手はリツカ。
- 『ニコニ紅白〜みんなで楽しく遊んじゃいました〜』（ドリーミュージック、2009年12月9日発売）
  - ネット上で人気の歌い手たちによる楽曲を収録したコンピレーション・アルバム。「ロミオとシンデレラ」を提供。歌い手はうさ&花たん。
- 『スペキュレイション』（創作集団くれまちす、MOER、2009年12月12日発売）
  - 声優ユニットのドラマCDプロジェクト。エンディングテーマに「夕日坂」を提供。歌い手はうさ。
- 『RAINBOW SNOW〜オーロラにえがいたLove Letter〜』（日本クラウン、2009年12月16日発売） 
  - 王族BANDのアルバム。「ロミオとシンデレラ」を提供。
- 『ニコニコオムニバスツアー ～歌ってみた全国ツアー～』（ビクターエンタテインメント、2010年3月31日発売）
  - ニコニコ動画で人気の歌い手によるコンピレーション・アルバム。「ロミオとシンデレラ」を提供。歌い手はサリヤ人+Re: 。
- 『かなしまないで』（AKIHABA LOVE RECORDS、2010年6月23日発売）
  - xRukixのシングル。カップリング曲「Non-Dimension」の作曲・編曲を担当。
- 『VOCAROCK collection feat. 初音ミク』（FARM RECORDS、2010年7月21日発売） 
  - VOCALOIDを用いたロックを収録したコンピレーション・アルバム。「モノクロアクト」を提供。
- 『初音ミク -Project DIVA- 2nd NONSTOP MIX COLLECTION』（ソニー・ミュージックダイレクト、2010年7月28日発売）
  - PlayStation Portable用ゲームソフト『初音ミク -Project DIVA- 2nd』の公式コンピレーションアルバム。ちーむMOERとして作曲を担当した「カラフル × メロディ」のリミックスを収録。
- 『MOER feat.初音ミク-2nd anniversary-』（MOER、2010年8月11日発売） 
  - レーベルMOERの発足2周年を記念して発売されたベストアルバム。「歌に形はないけれど」、「ロミオとシンデレラ」、「飴か夢」を提供。
- 『Story』 （キューンレコード、2010年10月13日発売）
  - ピコのシングル。「飴か夢」を提供。
- 『V.I.P(Marasy plays Vocaloid Instrumental on Piano)』 （ドワンゴ・ミュージックエンタテインメント、2010年12月8日発売）
  - marasyのピアノソロアルバム。「歌に形はないけれど」を提供。
- 『Lasei』 （ジェネオン・ユニバーサル・エンターテイメントジャパン、2011年2月16日発売）
  - ELISAのアルバム。「Reminiscence」の作詞・作曲・編曲を担当。
- 『VOCALO LOVERS feat.初音ミク』（ドリーミュージック、2011年3月2日発売） 
  - VOCALOIDを用いた恋愛をテーマにした曲を収録したコンピレーション・アルバム。「夕日坂」を提供。
- 『カラフル×メロディ』（MOER、2011年3月9日発売）
  - 『初音ミク -Project DIVA- 2nd』に提供した曲のシングルで、ちーむMOERのメンバーとして作曲を担当。
- 『Digital Trax presents VOCALO★POPS BEST feat. 初音ミク』（avex trax、2011年3月9日発売）
  - VOCALOIDを用いたポップスを集めたベストアルバム。「モノクロアクト」を提供。
- 『LINK / RING』（avex trax、2011年3月9日発売）
  - うさのアルバム。「夕日坂」を提供。
- 『サオリリス 歌ってみた 初音ミク』（ソニー・ミュージックダイレクト、2011年4月27日発売） 
  - サオリリスのアルバム。作曲を担当した「カラフル×メロディ」を収録。
- 『REVOLT e.p』（5pb.Records、2011年4月27日発売） 
  - VALSHEのシングル。作曲を担当した「Paradise Cage」を収録。
- 『VOCALOID BEST from ニコニコ動画 (あか)』（ソニー･ミュージックダイレクト、2011年6月22日発売）
  - ニコニコ動画でVOCALOIDを用いて発表された曲を集めたベストアルバム。「ロミオとシンデレラ」を提供。
- 『人のオンガクを笑うな!』（バウンディ、2011年6月22日発売）
  - 山音まーのアルバム。「歌に形はないけれど」を提供。
- 『JESTER』（5pb.Records、2011年7月27日発売） 
  - VALSHEのシングル。作曲を担当した「Dead to the World 」を収録。
- 『「聖闘士星矢 THE LOST CANVAS 冥王神話」キャラクターソング アルバム』（ドワンゴ・ミュージックエンタテインメント　2011年8月10日発売） 
  - OVA『聖闘士星矢 THE LOST CANVAS 冥王神話』のキャラクターソングアルバム。「azure」の作曲を担当。
- 『Digital Trax presents VOCALO★TRANCE BEST』（avex trax、2011年10月5日発売）
  - VOCALOID曲のトランスアレンジを収録したアルバム。「ロミオとシンデレラ」を提供。
- 『初音ミク-Project DIVA- extend Complete Collection』（ソニー・ミュージックダイレクト、2011年11月9日発売）
  - ゲームソフト『初音ミク -Project DIVA- extend』の公式コンピレーションアルバム。ゲームに提供した「歌に形はないけれど」を収録。
- 『V love 25〜Aperios〜』（BinaryMixx Records、2011年11月16日発売）
  - VOCALOIDの曲を集めたコンセプトアルバム。『「聖闘士星矢 THE LOST CANVAS 冥王神話」キャラクターソング アルバム』へ提供した「azure」の初音ミクバージョンを収録。
- 『SONICONICOROCK　Tribute To VOCALOID』（dmARTS、2012年2月8日発売）
  - すーぱーそに子のアルバム。「ロミオとシンデレラ」、「夕日坂」を提供。
- 『小室哲哉 meets VOCALOID』（avex trax、2012年3月28日発売）
  - VOCALOIDを用いた小室哲哉プロデュース曲のカバーアルバム。初音ミクによる「wanna Be A Dreammaker」を担当。
- 『V love 25〜cantabile〜』（BinaryMixx Records、2012年6月13日発売）
  - VOCALOIDの曲を集めたコンセプトアルバム。「歌に形はないけれど」と、minato、doriko、OSTER projectによるクリエイターユニット「MIDSTER」による「ヒスイドリ」を提供。
- 『初音ミク 5thバースデー ベスト〜memories〜』（ソニー・ミュージックダイレクト、2012年8月1日発売） 
  - 初音ミク発売5周年を記念したベストアルバム。「ロミオとシンデレラ」を提供。
- 『Say!!いっぱい』（ワーナーミュージック・ジャパン、2012年12月26日発売）
  - 小野恵令奈のシングル。初回盤に「ロミオとシンデレラ」を提供。
- 『Primrose Flower Voice』（dmARTS、2013年1月30日発売） 
  - ユリカ/花たんのアルバム。「砂上」、「Friction」、「Summer Drops」、「Message」、「蛍火」を提供。
- 『初音ミク -Project DIVA- F Complete Collection』（ソニー・ミュージックダイレクト、2013年3月6日発売） 
  - ゲームソフト『初音ミク -Project DIVA- F』の公式コンピレーションアルバム。ゲームに提供した「キャットフード」を収録。
- 『ROOT FIVE』（avex trax、2013年3月13日発売） 
  - √5のアルバム。「MERRY GO ROUND」、「クレナイ」を提供。
- 『4 FELIDS』（Being、2013年3月13日発売） 
  - VALSHEのシングル。作曲を担当した「ライオンとチョコレート」を収録。
- 『ERENA』（ワーナーミュージック・ジャパン、2013年6月19日発売）
  - 小野恵令奈のアルバム。『Say!!いっぱい』より「ロミオとシンデレラ」を収録。
- 『ベストカバーズ〜もっと日本。〜』（アリオラジャパン、2013年7月31日発売）
  - 中孝介のアルバム。「歌に形はないけれど」を提供。
- 『V.D.』（Being、2014年2月19日発売）
  - VALSHEのアルバム。作曲を担当した「EVALUATION」を収録。

#### その他
- 『初音ミクDVD〜memories〜』（ソニー・ミュージックダイレクト、2010年2月10日）
  - 初音ミク関連作品のPV集。「夕日坂」を提供。PVはnezukiが担当。
- 『ミクうた、おかわり』（セガ、2010年3月25日発売） 
  - PlayStation Portable用リズムアクションゲーム『初音ミク -Project DIVA-』の追加ダウンロードコンテンツ。ゲーム内でプレイできる曲として「歌に形はないけれど」を提供。
- 『初音ミク -Project DIVA- 2nd』（セガ、2009年7月29日発売）
  - 『初音ミク -Project DIVA-』の第2弾でゲーム内でプレイできる曲として「ロミオとシンデレラ」、ちーむMOERとして作曲を担当した「カラフル × メロディ」を提供。
- 『初音ミク -Project DIVA- extend』（セガ、2011年11月10日発売）
  - ゲーム内でプレイできる楽曲として「歌に形はないけれど」を提供。
- 『初音ミク -Project DIVA- f』（セガ、2012年8月30日発売）
  - ゲーム内でプレイできる楽曲として「キャットフード」を提供。
- 『創造Endless』（ジェネオン・ユニバーサル、2012年11月28日発売）
  - 三重の人によるVOCALOID関連作品のPV集。「歌に形はないけれど」のPVを収録。
- 『初音ミク -Project DIVA- F』（セガ、2013年3月7日発売）
  - ゲーム内でプレイできる楽曲として「キャットフード」を提供。
- 石狩あかり(vtuberグループあおぎり高校所属のvtuber)の楽曲「螺旋階段」を提供。